# Weltzien (Adelsgeschlecht)

Wappen derer von Weltzien

Weltzien ist der Name eines mecklenburgischen Uradelsgeschlechtes. Es hatte seine Stammsitze in Welzin (Lage→), heute Ortsteil von Passow, von dem die Familie ihren Namen entlehnt, und Wessin, beide bei Lübz. Zweige der Familie bestehen bis heute.

## Geschichte
Das Geschlecht erscheint erstmals urkundlich mit Johannes de Weltzyn im Jahre 1247 bzw. mit Deneke de Welczin, am 12. Februar 1270 mit dem auch die ununterbrochene Stammreihe beginnt.

## Geistlichkeit
Zahlreiche Töchter der Familie gingen als Konventualin in die evangelische Damenstifte in Dobbertin, Malchow und Ribnitz, die ab 1572 offiziell auch als Mecklenburgische Landesklöster bezeichnet wurden. Im Einschreibebuch des Klosters Dobbertin wurden von 1710 bis 1883 genau 21 Töchter eingetragen. Schon in den Jahren als Nonnenkloster waren Margarethe Weltzien 1355 und Adelheid (Alheit) Weltzien von 1409 bis 1428 dort Priorinnen. Mit Mathias Weltzien in den Jahren 1243–1249, einem weiteren Mathias Weltzien in den Jahren 1435–1437, der ab 1438 Dompropst in Güstrow wurde, und Ludolf Weltzien für 1520 stellte die Familie auch einige Pröpste im Kloster. Im 17. Jahrhundert konnte die Familie mit Baltharsar von Weltzien 1682–1686 und im 18. Jahrhundert mit Gottfried Hartwig von Weltzien (1740–1806) von 1790 bis 1801 ebenfalls den Klosterhauptmann stellen, letztgenannter war von 1778 bis 1790 auch Provisor. Im adligen Damenstift, war Elenore von Weltzien (1737–1822) in den Jahren 1818–1822 als Priorin die Stellvertreterin des Konvents.

## Militär
Die Familie hat einige namhafte Offiziere in den Heeren Mecklenburgs, Dänemarks und Preußens gestellt, wovon Heinrich Wilhelm von Weltzien (1759–1827), preußischer Generalleutnant, 1794 Ritter des Pour le Mérite, Kommandant der Festungen Neiße, Erfurt und Cosel der herausragendste war.

## Linien
Alle lebenden Glieder der Familie sind Nachkommen des Joachim von Weltzien, Erbherr auf Alt Sammit. Mit den Söhnen des Daniel von Weltzien, Provisor des Jungfrauenklosters Malchow, teilt sich die Familie in ihre Hauptlinien.

### Oldenburgische Linie
Lütke von Weltzien stiftete die Linie zu Fischhausen im Jeverland. Er war dänischer Drost in Nienburg und Kniphausen. Seine Söhne waren Christoph von Weltzien, Schlosshauptmann und Kommandeur von Jever und Ulrich Friedrich von Weltzien, Erbherr auf Fischhausen und Schöngrod, 1713 Drost in Kniphausen, 1719 Deichgraf und fürstlicher Kammerrat in Jever. Des letztgenannten Söhne setzten die Linie fort.

### Mecklenburgische Linie
Alexander von Weltzien stiftete die Linie zu Sammit und war fürstlich mecklenburgischer Hauptmann in Plau. Seine Söhne Daniel Joachim Christoph von Weltzien und Gustav Carl von Weltzien setzten die Linie fort.

## Frege-Weltzien
Der aus der sächsischen Bankiersfamilie Frege stammende Arnold Woldemar Frege (1841–1916), Vizepräsident des Reichstags, war in erster Ehe mit Helene von Weltzien aus dem Hause Weisin vermählt, deren Bruder Peter von Weltzien als Einjährig-Freiwilliger im 1. Ostpreußischen Füsilier-Regiment Nr. 33 und als letzter Spross dieses Hauses am 18. August 1870 bei Gravelotte fiel. Zu dessen Ehrung nobilitierte König Albert von Sachsen am 18. August 1895 Frege und seine Verwandten bei Zugabe des Zunamens Weltzien.

## Weltzien aus Parchim
Aus dem bürgerlichen Geschlecht Weltzien aus Parchim, deren Glieder sich ebenfalls nach Norwegen ausbreiteten, begab sich Dr. med. Christian Weltzien († 26. November 1821) nach St. Petersburg und wurde kaiserlicher Leibarzt. Als Wirklicher Staatsrat erhielt er den erblichen russischen Dienstadel. Seine Tochter Marie Weltzien (* 30. September 1808; † 26. November 1833) heiratete am 14. Januar 1831 Dr. med. Karl von Seidlitz aus dem Hause Waetz (1798–1885).
Zu dieser Familie dürften auch Karl Weltzien (* 8. Februar 1813; † 14. November 1870) ein in St. Petersburg gebürtiger Chemiker, Otto Weltzien 1918–1926 Bürgermeister, ab 1919 Oberbürgermeister von Schwerin
und der norwegische Orientierungsläufer Eystein Weltzien (* 14. Dezember 1949) angehören.
Eine Stammesverwandtschaft zwischen dem Mecklenburgischen Adelsfamilie Weltzien und der Parchimer Bürgerfamilie Weltzien ist nicht erwiesen, kann aber auch nicht ausgeschlossen werden.

## Besitz

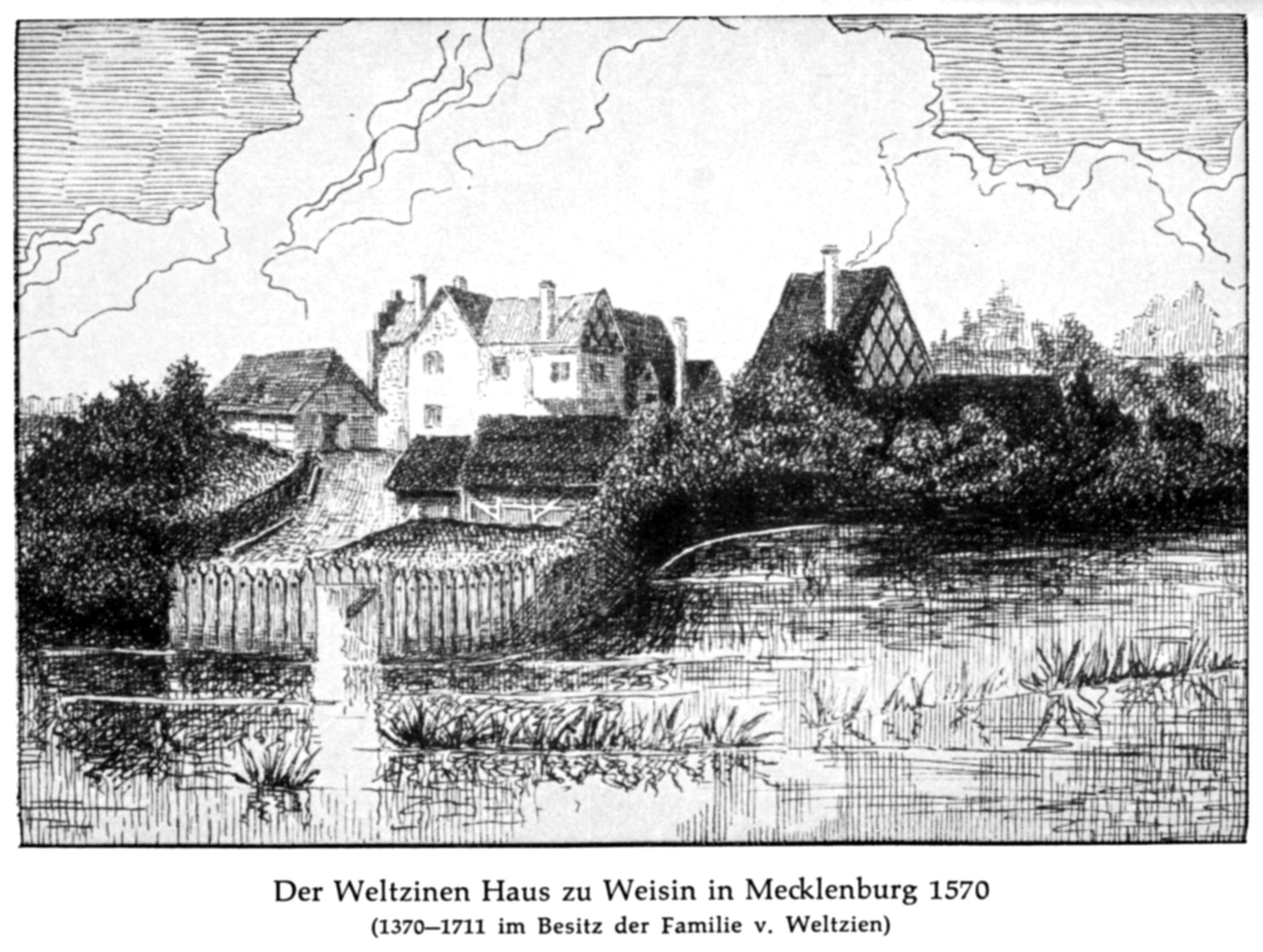
Das Weltzinen Haus in Weisin 1570

- in Mecklenburg: Benthen und Weisin, heute Ortsteil von Passow (1509–1701), Finkenberg, Garlitz, Kloddram, Reimershagen, Rahethal, Alt Sammit und Neu Sammit, Tannenhof, Groß und Klein Tessin, Weitendorf und Werselin mit Kaarz
- in Oldenburg: Fischhausen und Schönengrod im Jeverland

## Wappen
Das Wappen zeigt in Silber eine schräglinks liegende geflügelte rote Pferdebremse. Auf dem Helm mit rot-silbernen Decken das Schildbild.

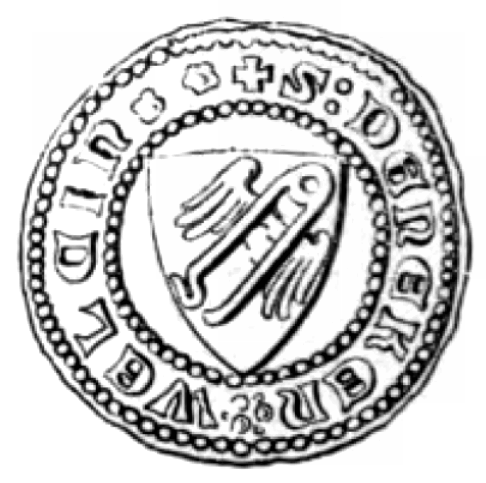
Siegel des Deneken Welcin, Knappe 1379
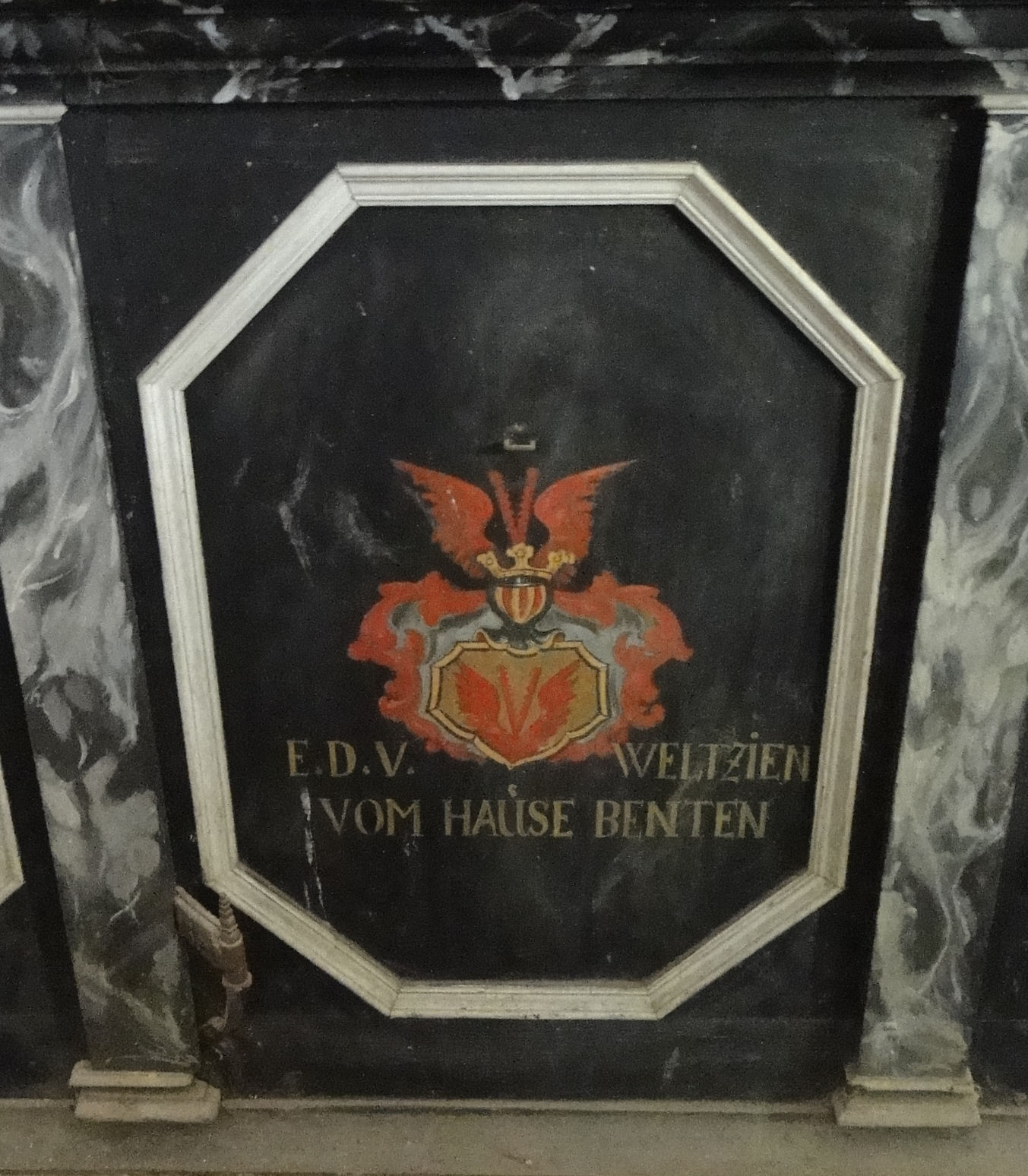
Wappenabbildung an der nördlichen Gebetsloge der Nonnenempore in der Klosterkirche Dobbertin im Landkreis Ludwigslust-Parchim

## Bekannte Familienmitglieder
- Margarethe Weltzien, 1355 Priorin im Kloster Dobbertin
- Adelheid Weltzien, 1409–1428 Priorin im Kloster Dobbertin
- Baltharsar von Weltzien, Erbherr auf Benthen, 1682–1686 Klosterhauptmann im Kloster Dobbertin
- Gottfried Hartwig von Weltzien (1740–1806) aus dem Hause Weisin, Rittmeister auf Benthen und Tannenhof, Provisor von 1779 bis 1790 und Klosterhauptmann von 1790 bis 1801 im Kloster Dobbertin
- Heinrich Wilhelm von Weltzien (1759–1827), preußischer Generalleutnant
- Helmuth von Weltzien (1798–1879), preußischer Generalleutnant
- Ludwig von Weltzien (1815–1870), oldenburgischer Generalmajor, preußischer Generalleutnant
- Viktor von Weltzien (1836–1927), Geheimer Oberbaurat; ab 1866 unter anderem Bauleiter des Städtischen Krankenhauses Berlin[7]
- Wilhelm von Weltzien (1836–1900), preußischer Generalmajor
- Arnold Woldemar von Frege-Weltzien (1841–1916), Rittergutsbesitzer und Politiker (Deutschkonservative Partei), Abgeordneter des Sächsischen Landtags und des Reichstags
- Julius Hartwig von Weltzien (1843–1931), Großherzoglich mecklenburgischer Generalmajor
- Julius Paul Joseph von Weltzien (1881–1955), Rechtsanwalt, 1933 Regierungsrat in Berlin, Mitglied des Deutschen Herrenklubs
- Wolf Lüdeke von Weltzien (1926–2004), Genealoge und Autor
- Kristina von Weltzien (* 1973), deutsche Synchronsprecherin